# Universidade Nacional da Carcóvia
A Universidade Karazin  ( em ucraniano:  Каразінський університет) ou oficialmente Universidade Nacional V. N. Karazin da Carcóvia (em ucraniano:  Харківський національний університет імені В. Н. Каразіна) é uma das principais universidades da Ucrânia e, anteriormente, do Império Russo e da União Soviética. Foi fundada em 1804 através dos esforços de Vasily Karazin, tornando-se a segunda universidade mais antiga da atual Ucrânia, depois da Universidade de Lviv. 

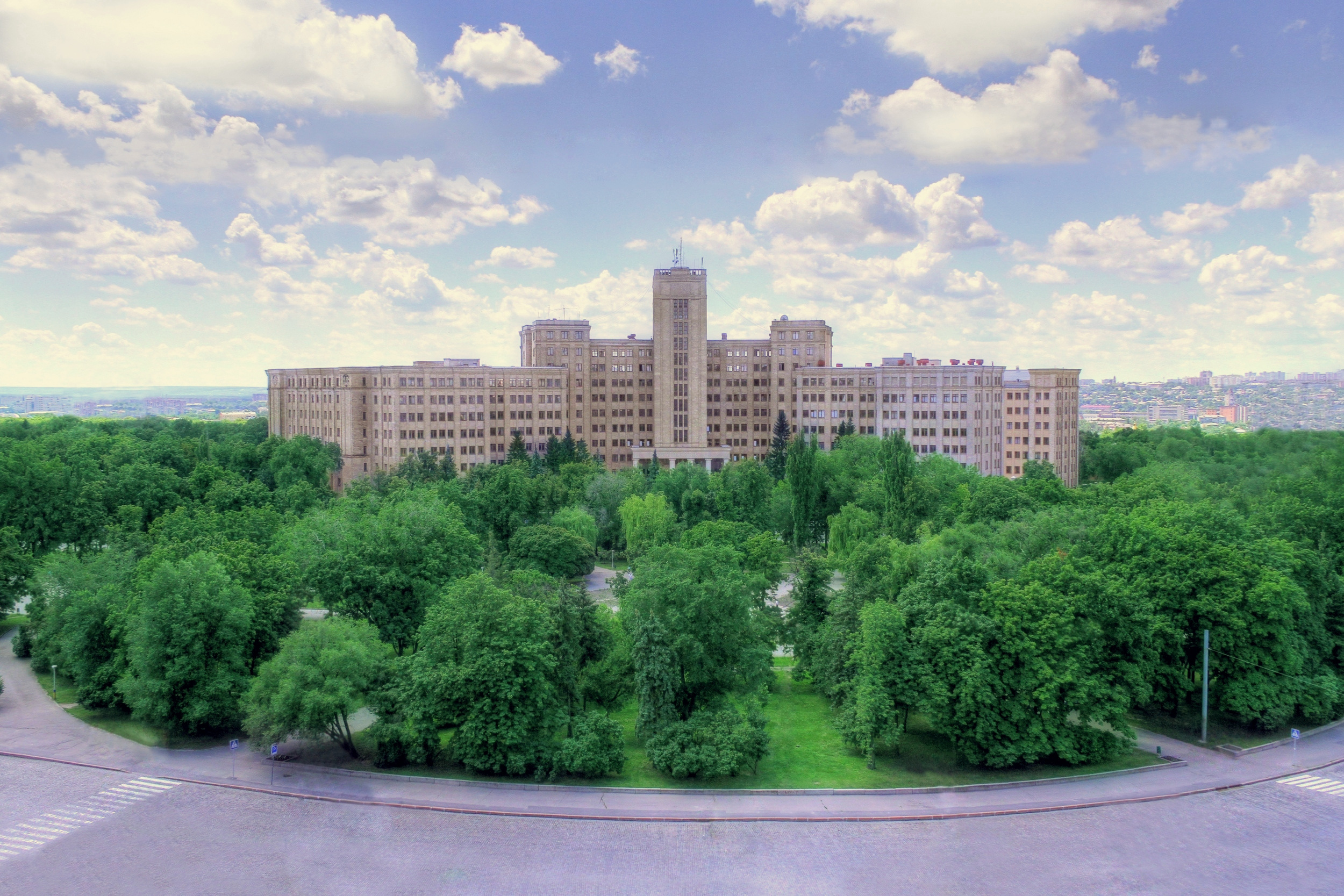
O principal edifício acadêmico da Universidade Karazin
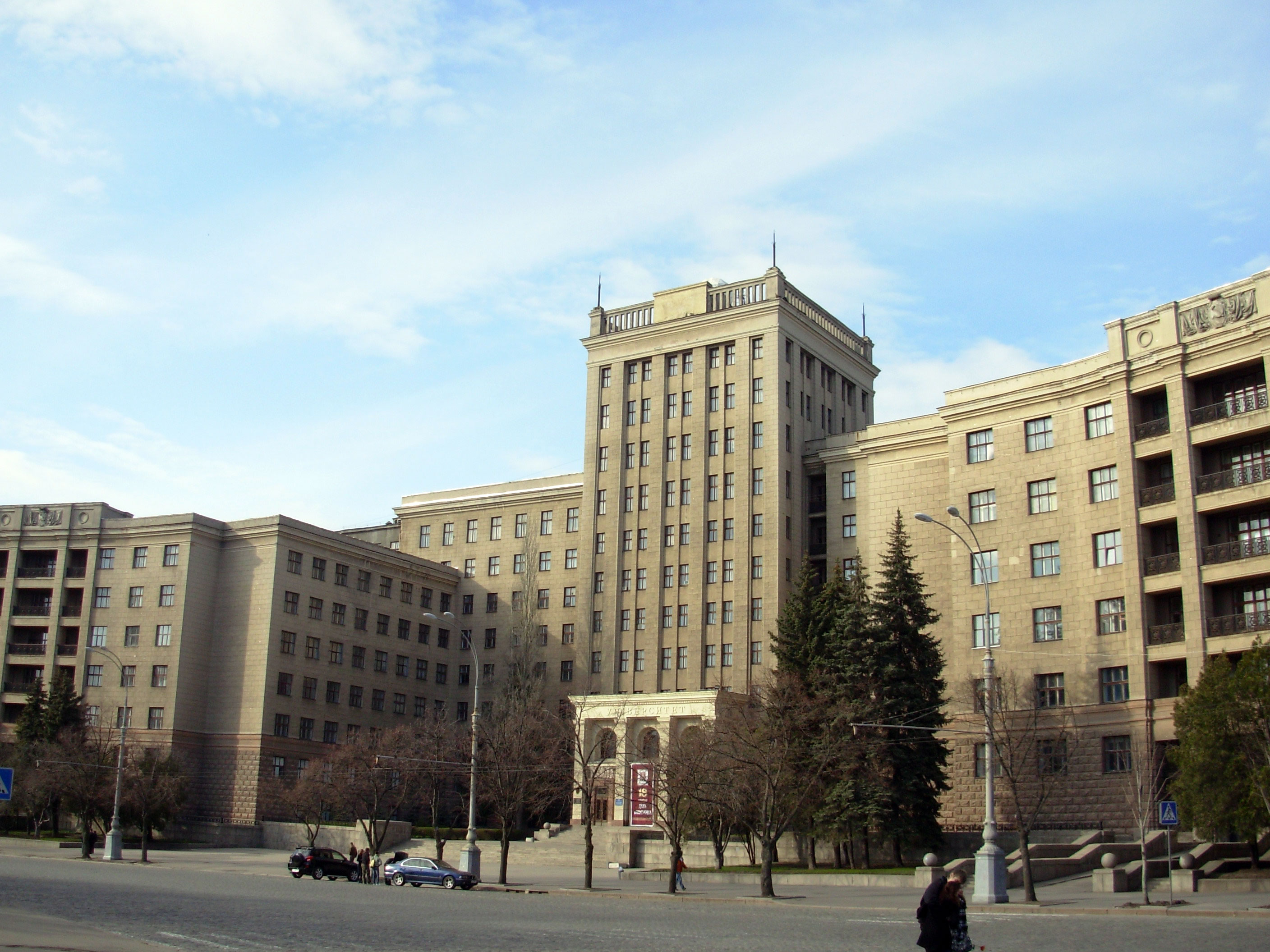
O prédio norte

## História
A Universidade de Kharkiv foi fundada em 29 de janeiro de 1804 pelo professor de matemática Vasily Karazin, que anteriormente tinha sido o tutor de zar. Ele coletou entre a população local de Kharkiv fundos suficientes para construir a universidade. 
Em 1805 a universidade tinha apenas 57 alunos, embora trinta anos mais tarde o número aumentasse consideravelmente, para acomodar 263 estudantes, principalmente na faculdade de medicina e de direita. Em 1807, foi aberta uma seção dedicada ao estudo zoológico e botânico, que agora é o Museu da Natureza Nuch da Carcóvia.
Durante a criação da União Soviética, Carcóvia tornou-se uma importante cidade universitária, sendo uma das mais importantes do leste do país. Durante o período soviético, o complexo foi ampliado e oito novos departamentos foram adicionados: Matemática, Física, Geologia e Geografia, Economia, História, Filologia, Línguas e Ciências.
Após a Dissolução da União Soviética, o presidente da Ucrânia, Leonid Kuchma, indicou que, "a contribuição que a Universidade de Kharkiv fez para o país, tem permitiu a formação de especialistas qualificados e o desenvolvimento da ciência na Ucrânia ". Kuchma concedeu o status de "universidade nacional" e mais tarde foi renomeada com o nome de seu fundador em 2004. O Estado também financiou um segundo prédio chamado "Academia Govorov".

### Departamentos
- Escola de Biologia
- Escola de Química
- Escola de Ciências da Computação
- Escola de Ecologia
- Escola de Economia
- Escola de Relações Econômicas Internacionais e Turismo
- Escola de Línguas Estrangeiras
- Escola de Medicina
- Escola de Geologia e Geografia
- Escola de História
- Mecânica Escolar e Matemática
- Escola de Direito
- Escola de Física
- Escola de filologia
- Escola de Filosofia
- Escola de Psicologia
- Escola de Física e Energia
- Escola de Radiofísica
- Escola de Sociologia

## Ex-alunos e professores notáveis
- Mikhail Lyubich, matemático
- Mikhail Ostrogradski, matemático
- Mykola Lysenko, músico
- Barbara Karinska, figurinista

### Ganhadores doprêmio Nobel
- Élie Metchnikoff (Medicina, 1908)
- Lev Landau (Física, 1962)
- Simon Kuznets [4] [5] [6] [7] [8] [9] (Ciências econômicas, 1971)

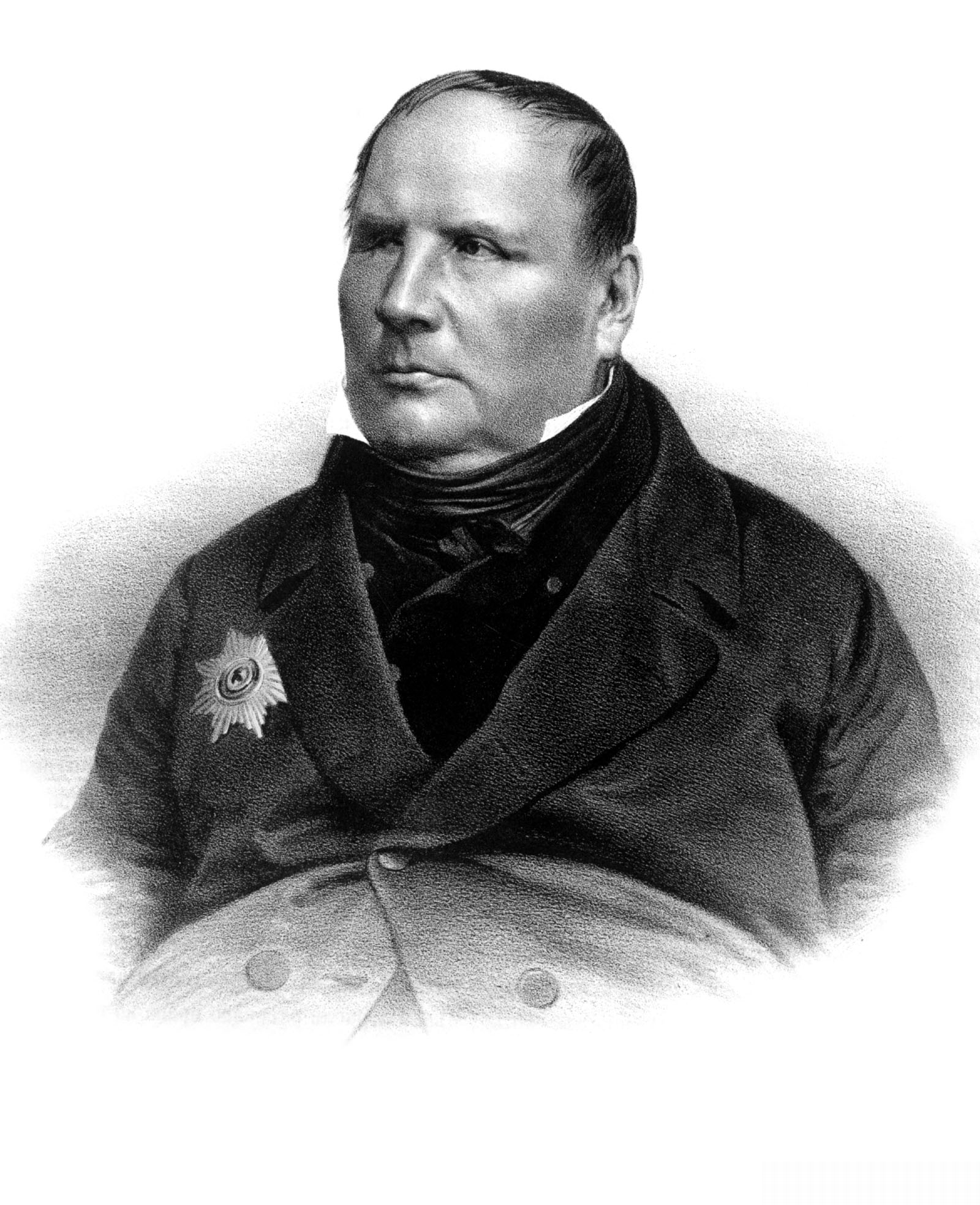
Mikhail Ostrogradski, matemático conhecido pela prova do Teorema da divergência.
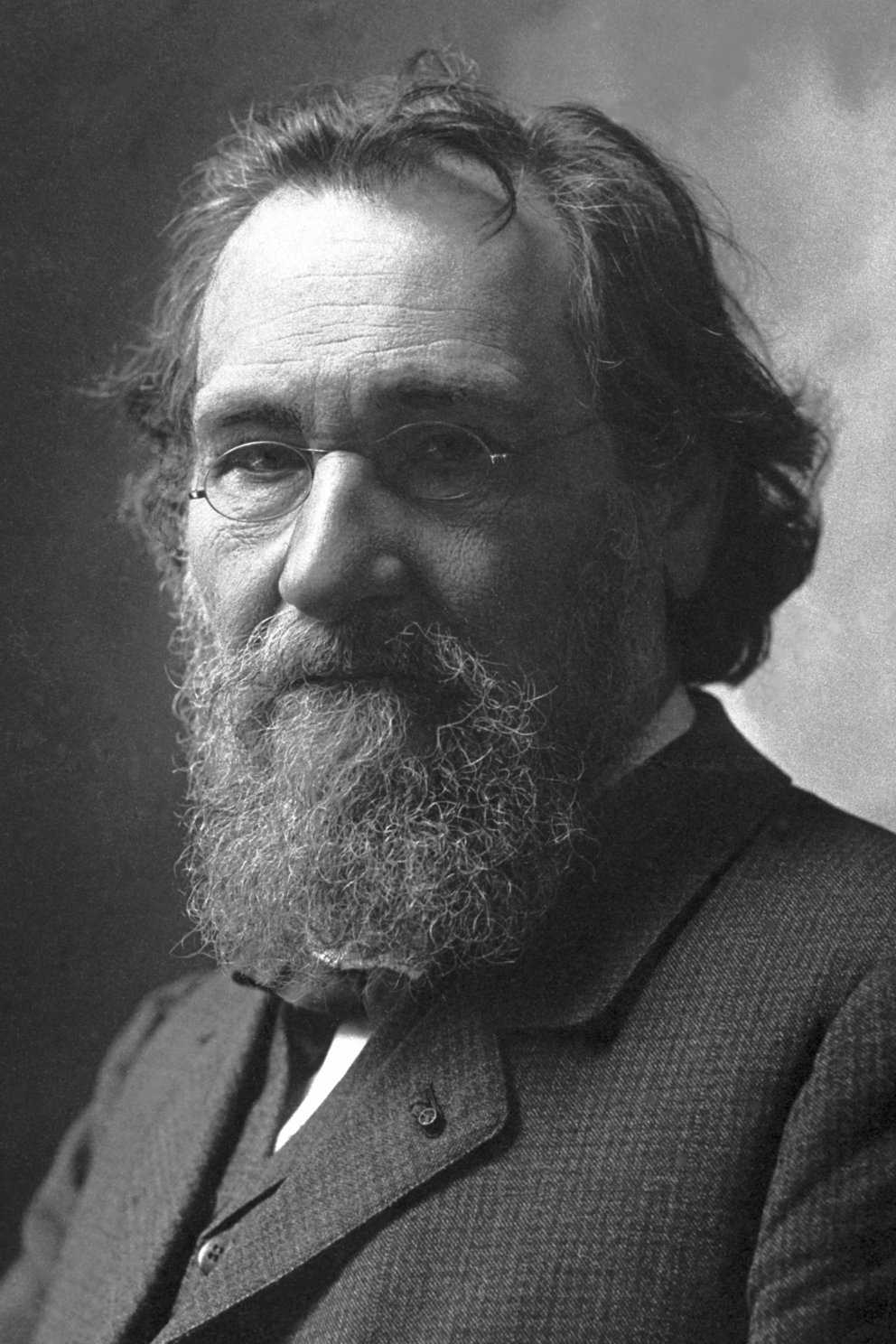
Ilya Mechnikov, reconhecido com o Nobel de Medicina (1908) por seus estudos sobre o papel dos fagócitos no sistema imunológico.
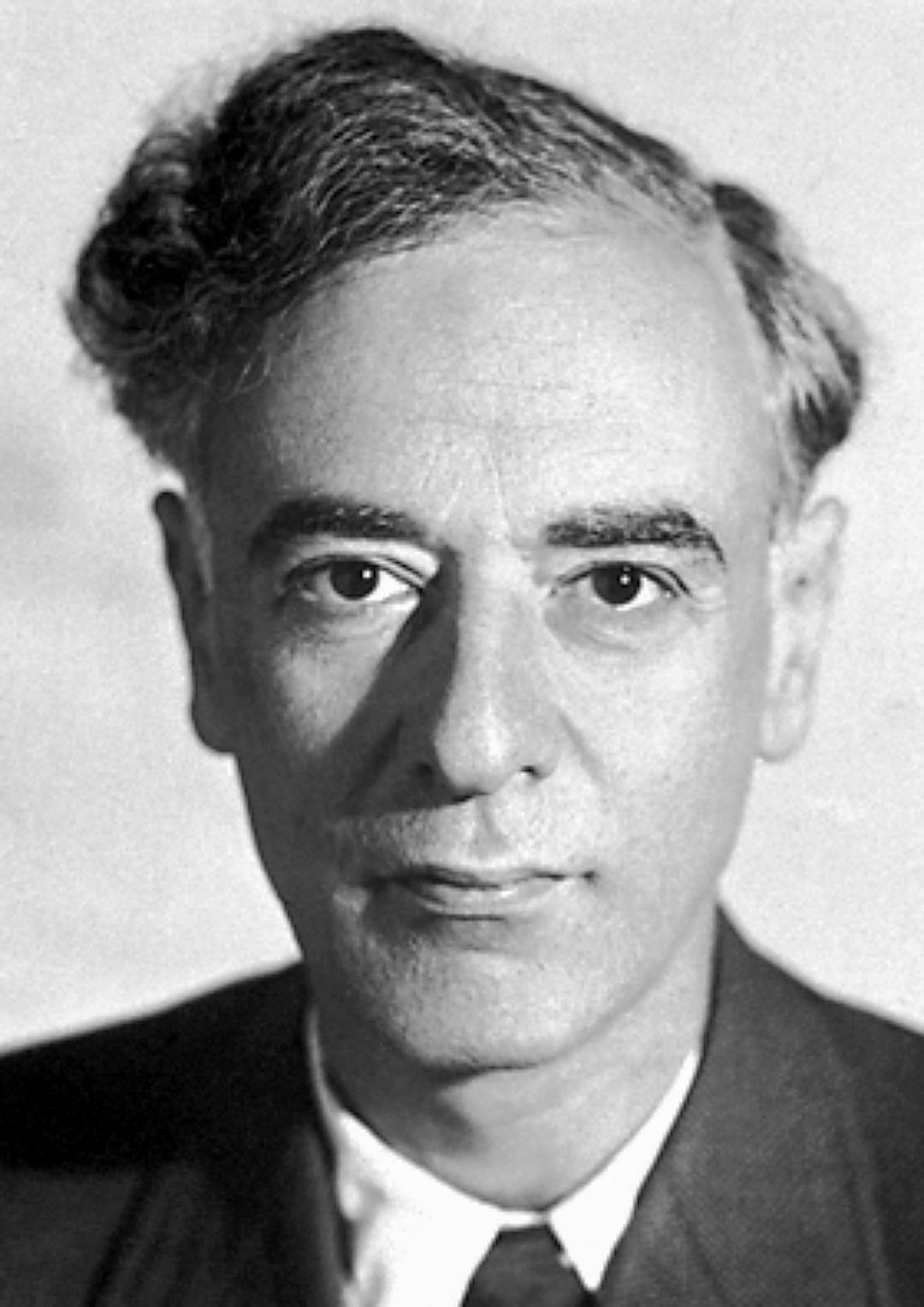
Lev Landau, reconhecido com  o Nobel de Física (1962) por suas contribuições teóricas no campo da superfluidez.
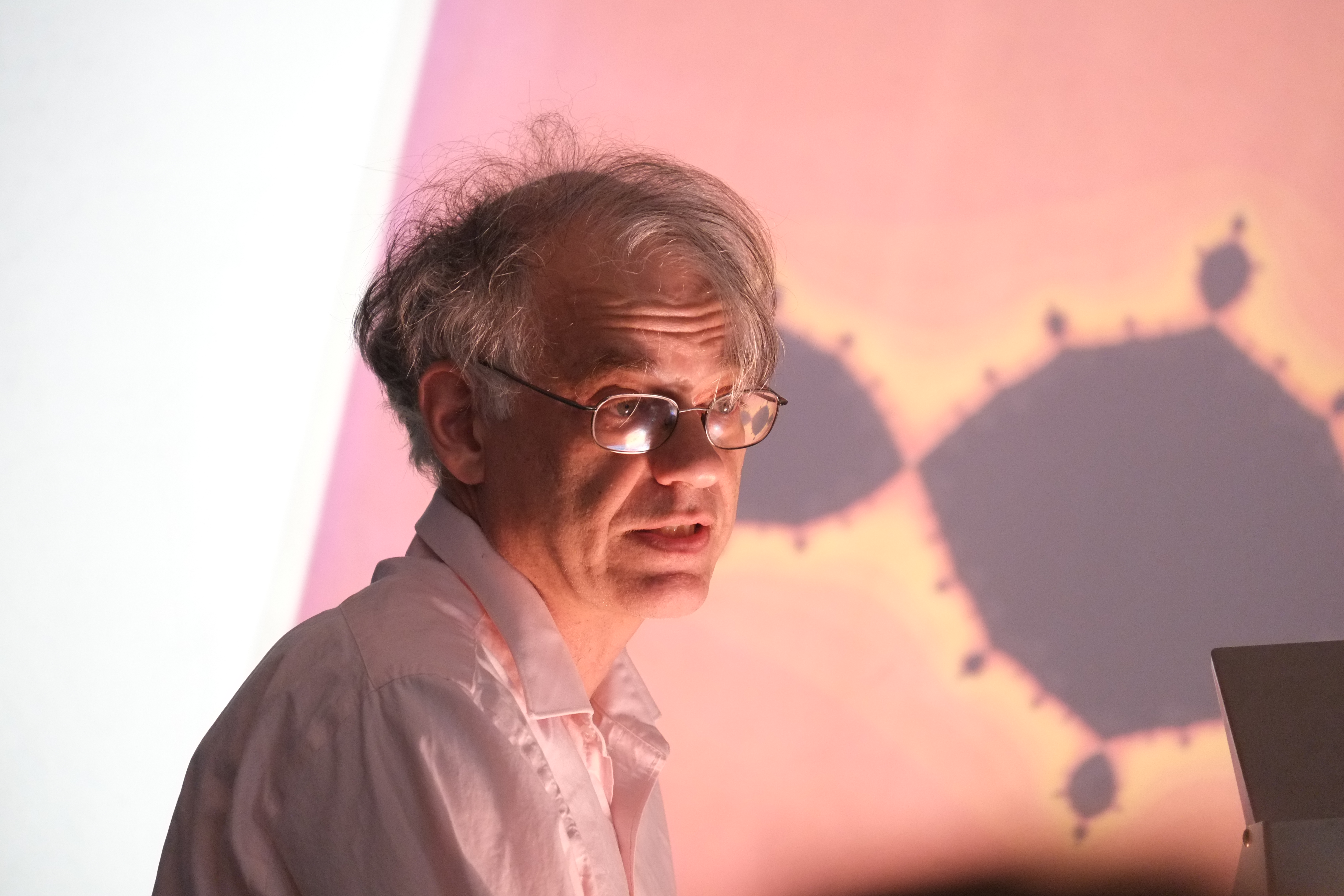
Mikhail Lyubich, matemático.